# Danilo Majaron
Danilo Majaron, slovenski pravnik in politik, * 12. december 1859, Borovnica, † 6. avgust 1931, Bled.

## Življenjepis
Danilo Majaron, brat pripovednika Antona Majarona, je leta 1878 končal gimnazijo kot gojenec ljubljanskega Alojzijevišča, nato nekaj časa v Ljubljani študiral bogoslovje in na Dunaju leta 1888  doktoriral iz prava.
V odvetniški praksi je bil od novembra 1887 do 31. decembra 1892 ter od srede aprila do konca junija  1894 pri dr. Ivanu Tavčarju v Ljubljani in od julija 1893 do 16. aprila 1894 pri dr. Klementu Seshunu na Dunaju. Tukaj je opravil tudi sodno prakso. Odvetniški izpit je opravi 13. marca 1894 na Dunaju. Po končani praksi je v Ljubljani odprl odvetniško pisarno. Majaron se je že zgodaj posvetil literaturi, vendar je bilo njegovo zanimanje najprej usmerjeno v leposlovno, potem v literarno zgodovino in nazadnje v politično smer. Zanimala sta ga delavsko in socialno vprašanje. Leta 1895 je bil izvoljen za deželnega poslanca za Idrijo. Zavzemal se je za boljši socialni položaj rudarjev in pripomogel k ustanovitvi realke. Bil je predsednik Društva Pravnik (24 let), večino časa tudi urednik Slovenskega pravnika ter 30 let predsednik Odvetniške zbornice v Ljubljani ter eden glavnih organizatorjev jugoslovanskih pravniških kongresov. Bil je tudi sodelavec časnika Slovenski narod. Pisal je o politiki, pravu in kulturi ter se zavzemal za ustanovitev slovesnke univerze v Ljubljani in po letu 1918 vodil priprave za njeno uresničitev. Zaradi teh zaslug mu Univerza v Ljubljani je kot prvemu leta 1929 podelila naslov častnega doktorja. 